# Život, svemir i sve ostalo
Život, svemir i sve ostalo (1982, ISBN 0-345-39182-9) treća je knjiga petosveščane znanstvenofantastične serije Autostoperski vodič kroz galaktiku britanskog pisca Douglasa Adamsa. Naslov se referira na Odgovor na život, svemir i sve ostalo.
Priču je Adams izvorno skicirao kao Doctor Who and the Krikkitmen tako da bude televizijska šestodijelna priča o Doctoru Whou kojeg će tumačiti Tom Baker, no BBC ju je odbio. Poslije se razmatrala kao okosnica radnje za drugu seriju Autoautostoperske televizijske serije koja nikad nije započeta.
Radijska adaptacija Života, svemira i svega ostalog snimljena je 2003. godine pod vodstvom Dirka Maggsa, a u njoj su uloge imali preživjeli članovi postave izvorne autostoperske radijske serije. Sâm Adams na vlastit je prijedlog dobio cameo-ulogu; zbog svoje smrti koja se dogodila prije nego što je počela produkcija serije, to je postignuto sempliranjem dijaloga njegova lika iz zvučne knjige romana koju je Adams čitao, a koja je izdana 1990-ih. Radijska adaptacija imala je premijeru na BBC Radiou 4 u rujnu 2004.